# Dianra
Dianra  è una città, sottoprefettura e comune della Costa d'Avorio, situata nella regione di Béré. È capoluogo dell'omonimo dipartimento e conta una popolazione di 53 700 abitanti (censimento 2014).